# Peniciliose
Peniciliose é uma infecção fúngica sistêmica causada por um fungo dimórfico oportunista, que infecta humanos e roedores, endêmica do Sudeste Asiático. Sua evolução clínica é similar ao da histoplasmose.

## Causa
Penetra por inalação de esporos de Penicillium marneffei em áreas endêmicas (Sudeste asiático). Com o aparecimento da AIDS o número de casos aumentou consideravelmente. Em imunocompetentes causa granulomas pulmonares após um mês de infecção que desaparecem no segundo, enquanto em imunodeprimidos pode se disseminar para outros órgãos e ser fatal. 

## Tratamento
Pode ser tratado com Itraconazol, miconazol, cetoconazol, 5-fluorocitosina ou com aminoquinolonas. Anfotericina B tem eficácia intermédia e fluconazol baixa in vitro.